# Assadsjön
Assadsjön (arabiska: بحيرة الأسد), är en reservoar i Eufrat i norra Syrien, reglerad vid Tabaqadammen för elproduktion och konstbevattning. Sjöns regleringsbara volym är 11 km³.